# Le Clou aux maris
Le Clou aux maris est une comédie-vaudeville en 1 acte d'Eugène Labiche, représentée pour la 1re fois à Paris au Théâtre du Palais-Royal le 1er avril 1858.
- Collaborateur Emile Moreau.
- Éditions Michel Lévy frères.

## Distribution
| Acteurs et actrices ayant créé les rôles |                     |
| Personnage                               | Acteur ou actrice   |
| Piquefeu, avoué                          | Ravel               |
| Besuchon                                 | M. Pellerin         |
| Amédée, domestique                       | M. Poirier          |
| Olympia, femme de Piquefeu               | Aline Duval         |
| Friquette, femme de chambre              | Mlle Héloïse Daroux |